# مهرنوش (پرستار)
«مهرنوش» فردی دانا که انوشیروان سخنان او را با لشکریانش در جنگ با نوش‌زاد بازگو می‌کند. و انوشیروان از او با لقب «پرستار باهوش و پشمینه پوش» یاد می‌کند.
در شاهنامه فردوسی چنین آمده‌است: همانا که مهرنوش- آن پرستار باهوش و پشمینه پوش- گفته‌است که: هر کسی که به مرگ پدرش شاد گشت، او را رامش زندگانی مباد 
| بدین داستان زد یکی مهرنوش    |  | پرستار با هوش و پشمینه پوش  |
| که هر کو به‌مرگ پدر گشت شاد   |  | ورا رامش و زندگانی مباد     |
| تو از تیرگی روشنایی مجوی     |  | که با آتش آب اندر آید به‌جوی |
| نه آسانیی دید بی‌رنج کس       |  | که روشن زمانه برینست و بس   |
| تو با چرخ گردان مکن دوستی    |  | که گه مغز اویی و گه پوستی   |
| چه جویی ز کردار او رنگ و بوی |  | بخواهد ربودن چو بنمود روی   |
| بدان گه بود بیم رنج و گزند   |  | که گردون گردان بر آرد بلند  |